# Fear of the Dark (песма)
„Fear of the Dark“ (у преводу: страх од мрака) је песма коју је написао Стив Харис, басиста и главни писац песама групе Ајрон мејден за истоимени албум 1992. Ово је једина песма са тог албума која се свира на концертима данас, мада је и „Afraid to Shoot Strangers“ често била извођена до 1998.
Сингл „Fear of the Dark (live)“ је 26. по реду који је издала ова група. То је концертна верзија ове песме (као и „Bring Your Daughter...To the Slaughter“) и преузета је са албума „A Real Live One“ на коме су песме уживо снимане. Сингл је достигао пето место на британској листи. На страни B сингла је и нумера „Hooks in You“ која је снимана на концерту у Лондону у арени Вембли 17. децембра 1990.
Верзију песме „Fear of the Dark“ је урадио и а капела хеви метал бенд из Немачке Ван Канто на свом албуму „Hero“.

## Песме са сингла
1. (Стив Харис) – 7:11
2. (Брус Дикинсон) – 5:17
3. (Брус Дикинсон, Адријан Смит) – 4:06

## Извођачи
- Брус Дикинсон – вокал
- Дејв Мари – гитара
- Јаник Герс –гитара, пратећи вокал
- Стив Харис – бас гитара, пратећи вокал
- Нико Мекбрејн – бубњеви